# Mimasyngenes multisetosus
Mimasyngenes multisetosus là một loài bọ cánh cứng trong họ Cerambycidae.